# M110 Semi-Automatic Sniper System
O M110 (M110 SASS) é um rifle sniper semiautomático/DMR (Rifle de Atirador Designado) que usa a munição 7,62 × 51 milímetros NATO, desenvolvido pela  empresa norte-americana especializada na fabricação de armas de fogo Knight's Armament Company.

## Visão Geral

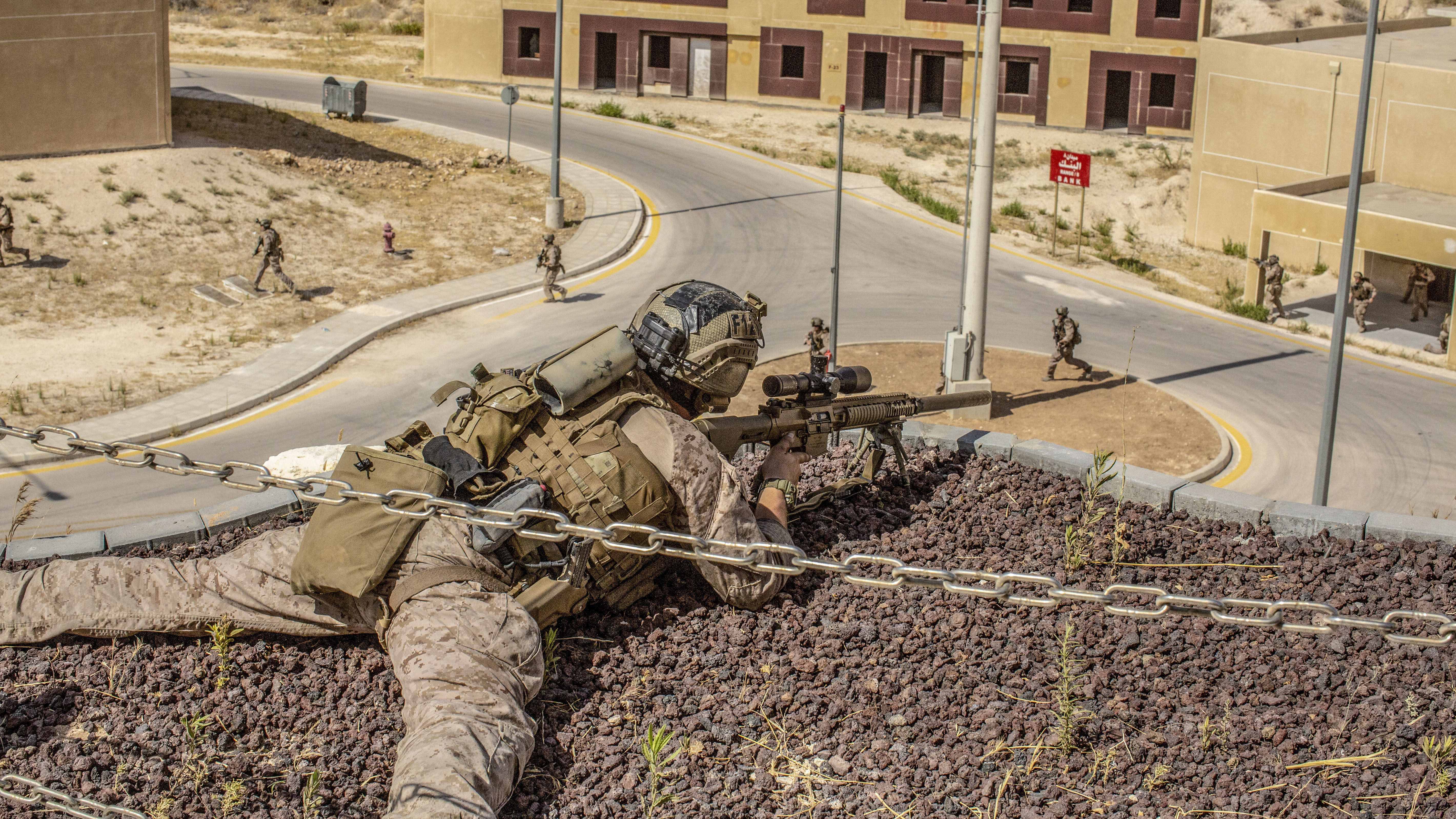
Um fuzileiro naval americano em vigilância com um fuzil M110 Semi-Automatic Sniper System no KASOTC durante a Operação Eager Lion 2019.

O Rifle M110 foi criado para substituir o M24 usado por franco-atiradores, observadores, atirador designado ou Esquadrão de Atiradores designados avançados do Exército dos Estados Unidos. No entanto, o Exército dos EUA ainda adquiriu um lote de M24 da Remington em fevereiro de 2010. Depois de testemunhar os feitos de atiradores do USSOCOM e extensos relatórios pós-ação de franco-atiradores SOF em todo o teatro de operações do Iraque, o Exército dos EUA iniciou uma competição que envolve diversos projetos, incluindo rifles da Kight's Armament Company, Remington, e DPMS Panther Arms.
Em 28 de setembro de 2005, a Knight's Armaments Company venceu a competição e foi selecionado para ser o fornecedor do M110 para o Exército Americano. Os XM110s foram submetidos a testes operacionais finais em maio e junho de 2007 em Fort Drum, Nova Iorque por uma mistura de soldados das Forças Especiais e Atiradores de elite da 10ª Divisão de Montanha. Em abril de 2008, soldados do exército dos EUA da Força Tarefa Fury no Afeganistão foram os primeiros em uma zona de combate a receber a M110. As tropas classificaram a arma muito bem, observando a qualidade da arma e as suas capacidades semiautomáticas em comparação com o M24 de ação a ferrolho. A Marinha Americana também irá adotar o M110 para substituir algumas M39 e todos Mk 11 como um complemento para o M40A5. É fabricado pela Knight's Amament Company em Titusville, Florida, e o sistema original incorpora um Leupold 3.5-10 × mira óptica diurna, um bipod Harris giratório, AN / PVS-26 ou AN / PVS-10 visão noturna e bolsas de carregador PALs de origem ainda não publicado. O rifle tem suporte ambidestro, como uma versão dupla face para o carregador, chave seletora de segurança ambidestra, e retém do ferrolho ambidestro.

## Operadores
- Armênia: usado por forças especiais.[3]
- Polônia: usado por forças especiais.[4]
- Singapura: costumava ser usado pelas forças armadas como um rifle de serviço e um rifle de sniper alternativo.[5]
- Estados Unidos: usado por atiradores de elite do exército.[6]